# Emily Shaqiri
Emily Shaqiri (Roma, 16 ottobre 2004) è un'attrice, ballerina e cantante italiana.

## Biografia
È nata a Roma da madre italiana e padre albanese. Nel 2010 partecipa a Festa italiana su Rai1 con Caterina Balivo. Nel 2011, a soli 7 anni, recita nella fiction "Una buona stagione" (Rai 1) nel ruolo di Isabella Santangelo e successivamente prende parte al cortometraggio Doppia Luce su Rai1, per il quale vince nel 2012 il premio di "Miglior attrice non protagonista" al Superman Film Festival nell'Illinois. Ha partecipato al programma "Dancing with the star" (Albania) e a Tú sí que vales nel 2015, mostrando una coreografia di ballo insieme al padre Ilir Shaqiri. Ha prestato il volto a Wind nello spot di Natale del 2015, insieme a Giorgio Panariello e Vanessa Incontrada. Acquisisce popolarità nel 2018 quando recita nei panni di Emily Taylor, una delle protagoniste della serie televisiva per ragazzi Idol x Warrior Miracle Tunes per la regia di Roberto Cenci. Nel 2019 insieme alle altre protagoniste della serie ne registra lo spin-off dal titolo "La casa delle Miracle" e dal 2019 al 2021 partecipa a diversi spot per Giochi Preziosi. Nello stesso anno viene decretata tra le migliori attrici emergenti al "Festival Ragazzi e Cinema".
Fa il suo esordio come cantante nel 2019 con il brano "Bugie Meravigliose" in coppia con Giulia Sara Salemi nel duo Emily & Giuly e nel 2022 pubblica il suo primo singolo da solista "Va tutto bene".
Nel 2023 interpreta Katia nella seconda stagione della serie televisiva Di4ri.
Nel 2024 partecipa al primo docufilm internazionale "Alberto Sordi secret" sulla vita privata del grande attore, scritto e diretto da suo cugino Igor Righetti, interpretando il ruolo di Giovanna, la fidanzata dell'attore da ragazzo. Il docufilm è stato presentato anche alla Festa del Cinema di Roma.

## Doppiatrici italiane
- Francesca Rinaldi in Idol x Warrior Miracle Tunes!